# Туя (вулкан)

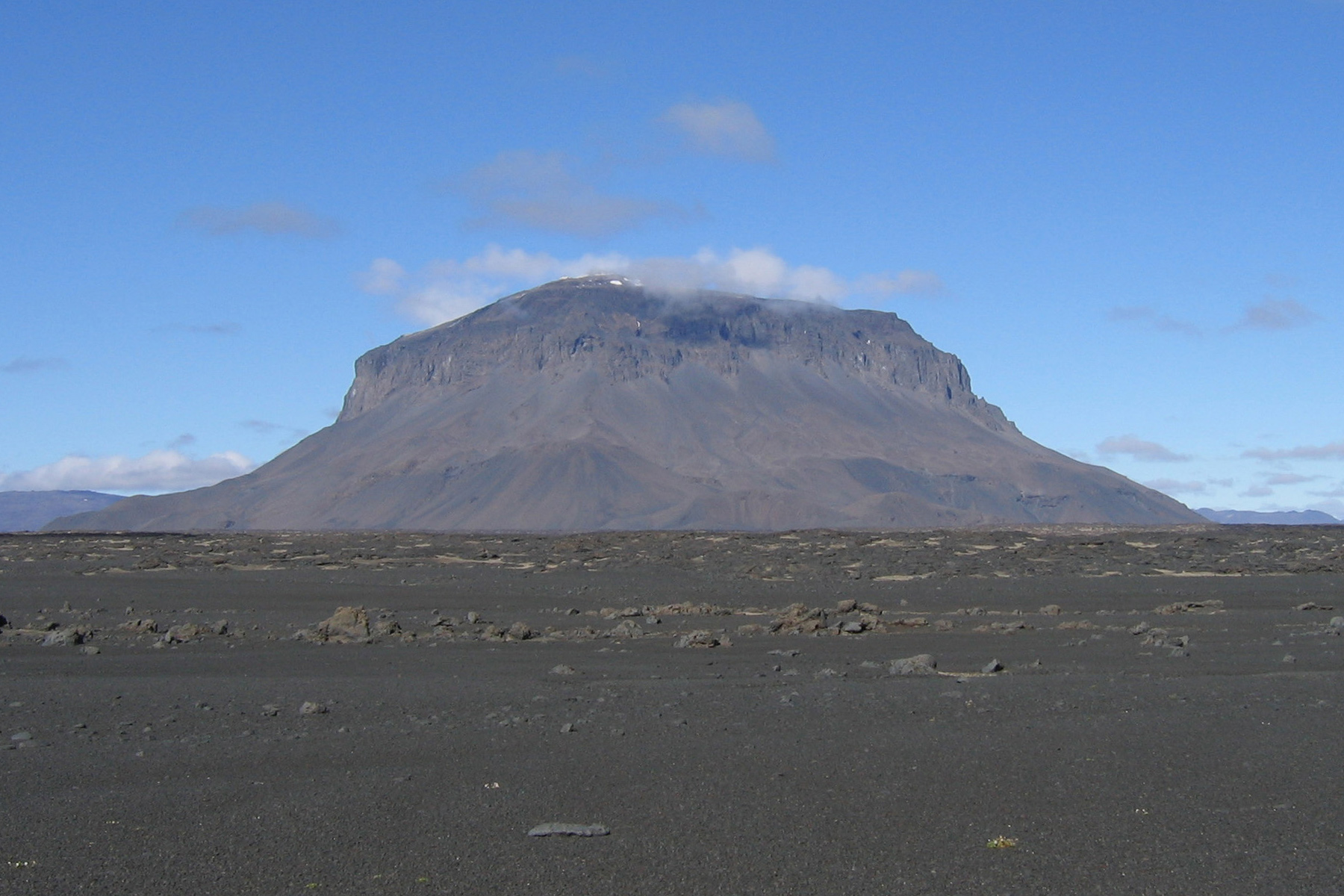
Гердубрейд, Ісландія

Туя — це вулкан з виразними рисами: пласкою вершиною та крутими схилами, що сформувалися, коли лава вивергалась через товстий льодовик або льодовиковий щит. Цей тип вулканів досить рідкісний, оскільки обмежений регіонами, які одночасно були покриті льодовиками та були вулканічно активні.
Лава, яка вивергається під льодовиком, дуже швидко охолоджується та не може далеко текти, тому накопичується у вигляді крутого схилу. Якщо виверження триває досить довго, воно або призводить до танення всього льоду, або лава починає витікати через витоплений отвір та розтікатися по льоду, створюючи звичайні базальтові потоки, з яких утворюється пласка вершина вулкану. Пошук та датування лавових потоків у туї є корисним для оцінки товщини та розповсюдження льодовикової криги у минулому.

## Формування

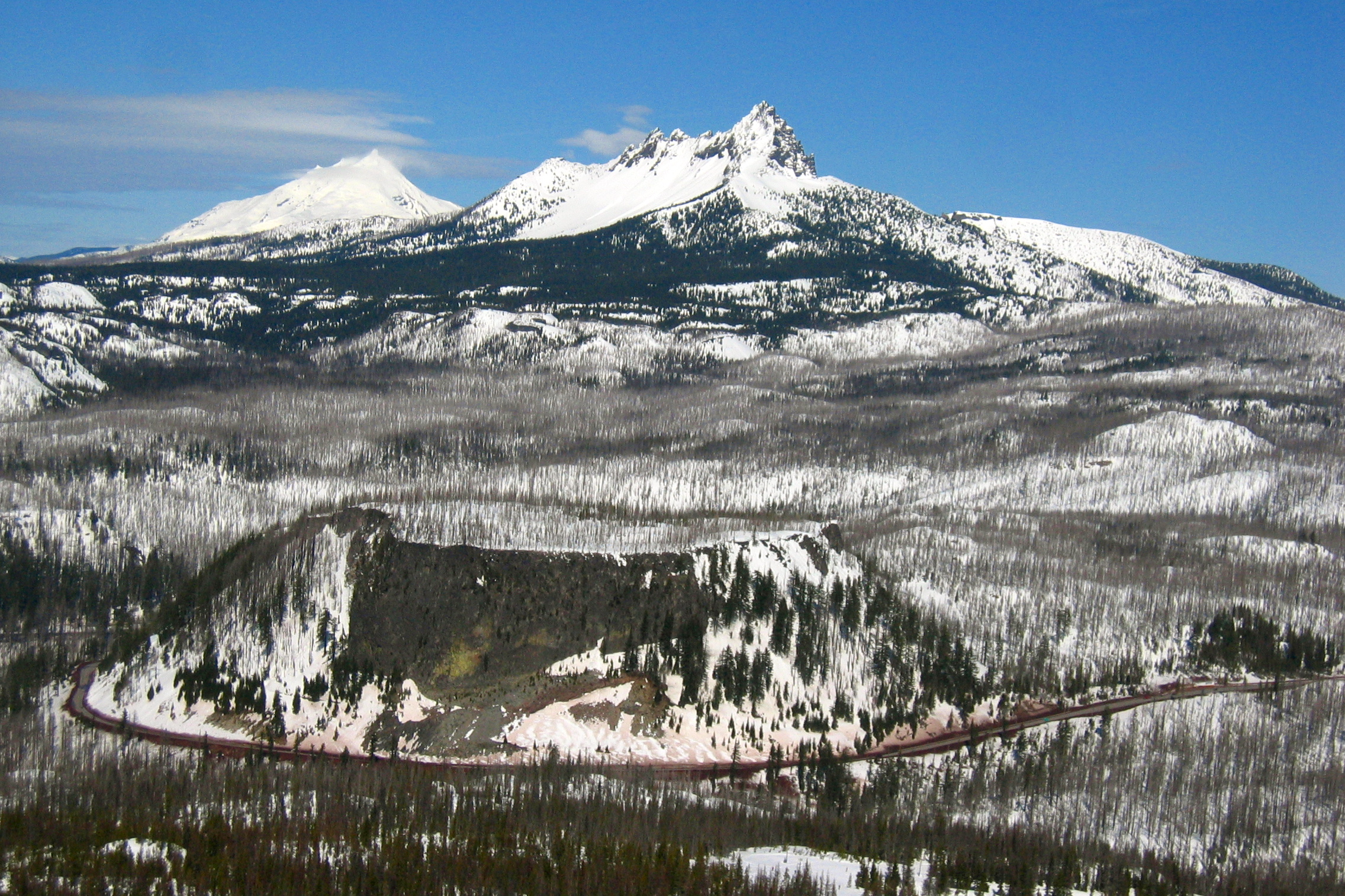
Хогг Рок (спереду), Орегон

Туї є одним з типів льодовикового вулкана, що складається з майже горизонтальних потоків базальтової лави, яка накривають шапкою круті схили фрагментарного вулканічного каміння, і вони часто одиноко височать над навколишнім плато. Туї є в Ісландії, Британській Колумбії, регіоні гірського перевалу Сант'ям Пас в Орегоні, Антарктичному півострові та під Західно-Антарктичним льодовиковим щитом в Антарктиці. Ісландські туї деколи також називають столовими горами через їхні пласкі вершини.
Оскільки вони вивергаються під льодом та водою, туї мають фреатомагматичне виверження, яке створює прошарки брекчії та гіалокластіту над кульовою лавою. Якщо вулкану вдасться виплавити отвір у льодовику та виверження вийде на поверхню, то туя буде закінчуватись субаеральним лавовим плато.

## Походження назви
Термін походить від назви останця Туя Бутте, однієї з багатьох туйй на території біля річки Туя та хребта Туя у віддаленій північній частині Британської Колумбії, Канада.
Ще бувши студентом, канадський геолог Білл Мет'юз в 1947 опублікував роботу «Туй, вулкани з пласким верхом у Північній Британській Колумбії», де ввів термін «туя» для цих особливих вулканічних форм. Приблизно в той же час, що і публікація Мет'юза, ісландський геолог Гудмундур К'яртанссон вказав на різницю між хребтами «móberg» та туями в Ісландії, запропонувавши гіпотезу, що вони були сформовані підльодовиковими виверженнями.
Термін туя може походити від слова місцевою мовою тахлтан.
Вулканічна меса (столова гора) біля Санта-Фе (США), яка відома англійською як «Блек Меса» та нагадує туйю, відома мовою Тева як «Ту-Йо» (Tu-yo).

## Приклади

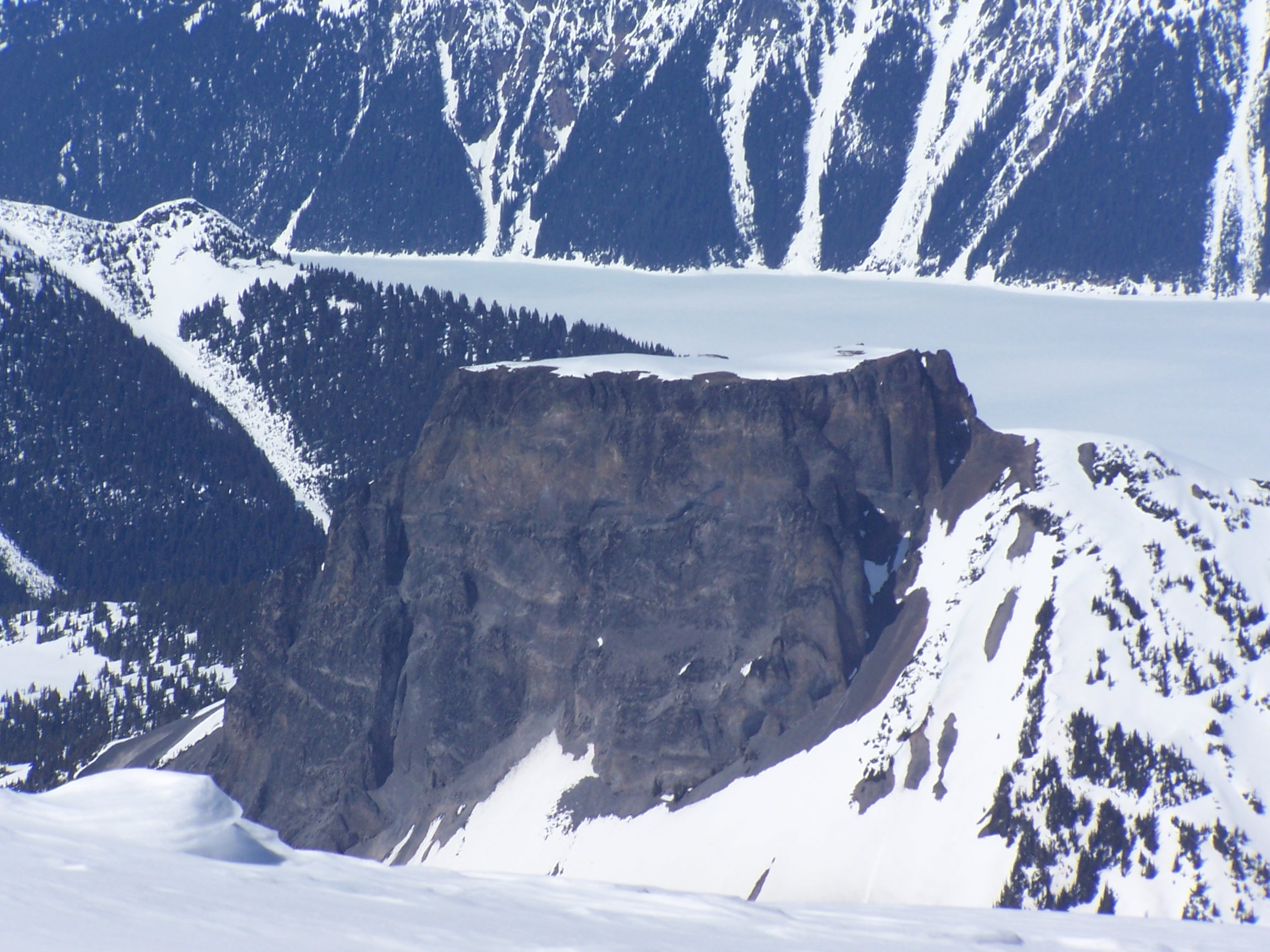
Туя Тейбл, Британська Колумбія

| Антарктика - Браун Блафф |  | Канада: - Туя Бутте - Вулканічне поле Туя - Тейбл |  | США: - Гейрік Бутте - Гогг Рок - Острови Діоміда |  | Ісландія: - Гердубрейд - Хльодуфьєль |